# Skatteskrapan
Skatteskrapan (le gratte-ciel des impôts, aujourd'hui rebaptisé Skrapan c'est-à-dire simplement le gratte-ciel) est un immeuble situé dans le quartier de Södermalm à Stockholm. Inauguré en 1960, il compte parmi les immeubles les plus hauts de la capitale suédoise.

## Construction
Skatteskrapan est une œuvre d'une des figures majeures de l'architecture suédoise du XXe siècle, Paul Hedqvist. C'est un immeuble en forme de croix, qui est parmi les premiers immeubles de Suède à utiliser la technique du mur-rideau, dans laquelle des panneaux de verre et d'aluminium sont posés sur l'ossature du bâtiment. Il doit son nom à son premier occupant, l'administration des impôts de Stockholm (aujourd'hui intégrée à l'agence suédoise des impôts).
Lorsque la construction s'achève en décembre 1959, le bâtiment compte 23 étages, et c'est alors l'immeuble le plus haut de Suède. Il occupe cette position jusqu'en 1964, année où une autre réalisation de Paul Hedqvist prend le relai : le DN-skrapan, siège jusqu'en 1990 du quotidien Dagens Nyheter.

## Rénovation
Après que l'agence suédoise des impôts a déménagé vers de nouveaux locaux situés rue Magnus Ladulåsgatan, le bâtiment est rénové et converti en résidence universitaire. Il se voit agrandi de deux étages, avec l'ajout à son sommet d'un restaurant et d'un bar panoramiques. L'immeuble compte donc aujourd'hui 25 étages, pour une hauteur de 86 mètres. Une nouvelle galerie commerçante, située au rez-de-chaussée, a également été inaugurée en 2007.
À la suite de cette rénovation, le bâtiment a pris officiellement le nom de Skrapan. C'est le cabinet d'architectes Ahrbom & Partner qui a dirigé les travaux. L'immeuble appartient aujourd'hui (2012) au groupe immobilier Vasakronan.

## Galerie

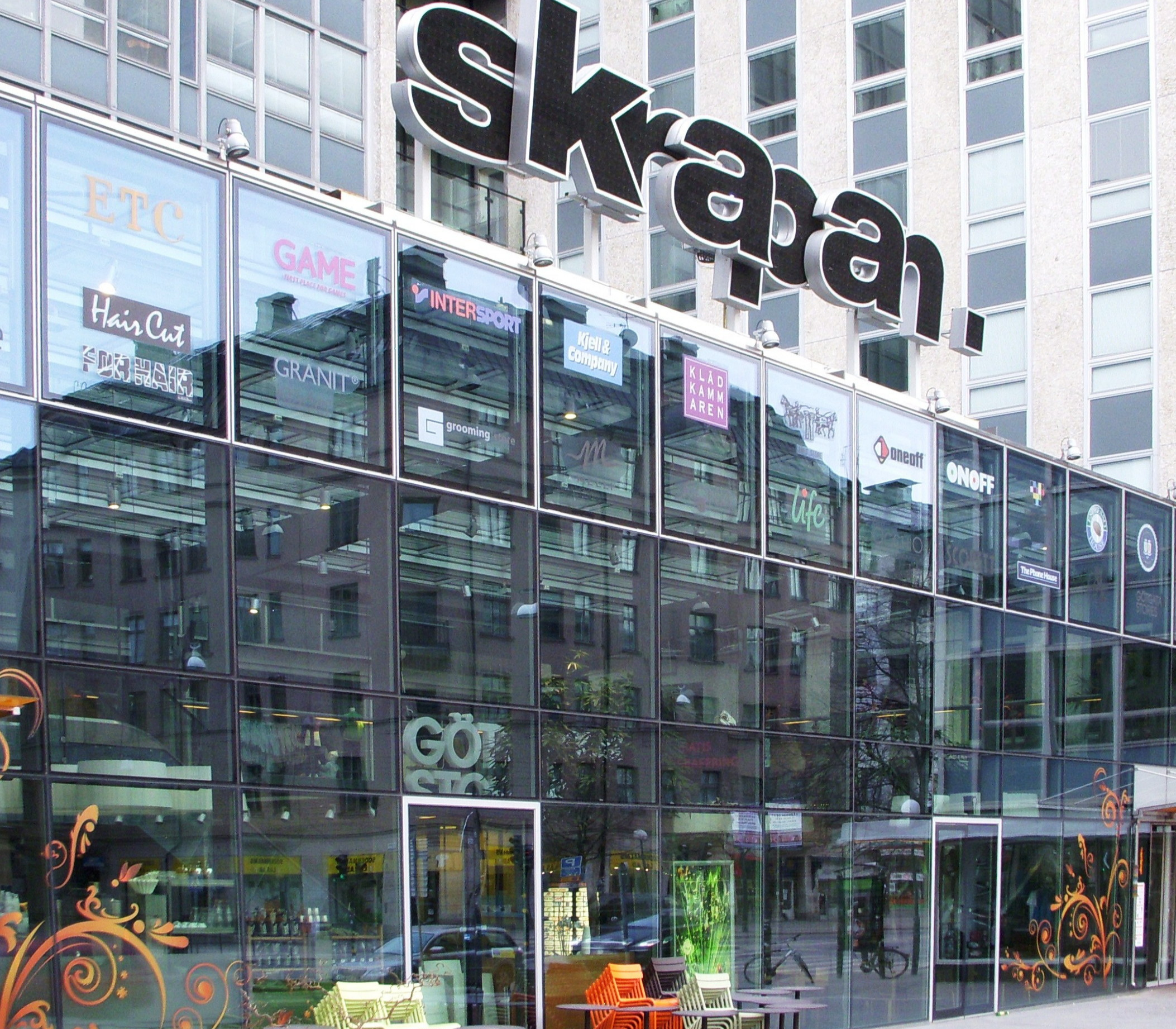
L'entrée située rue Götgatan.
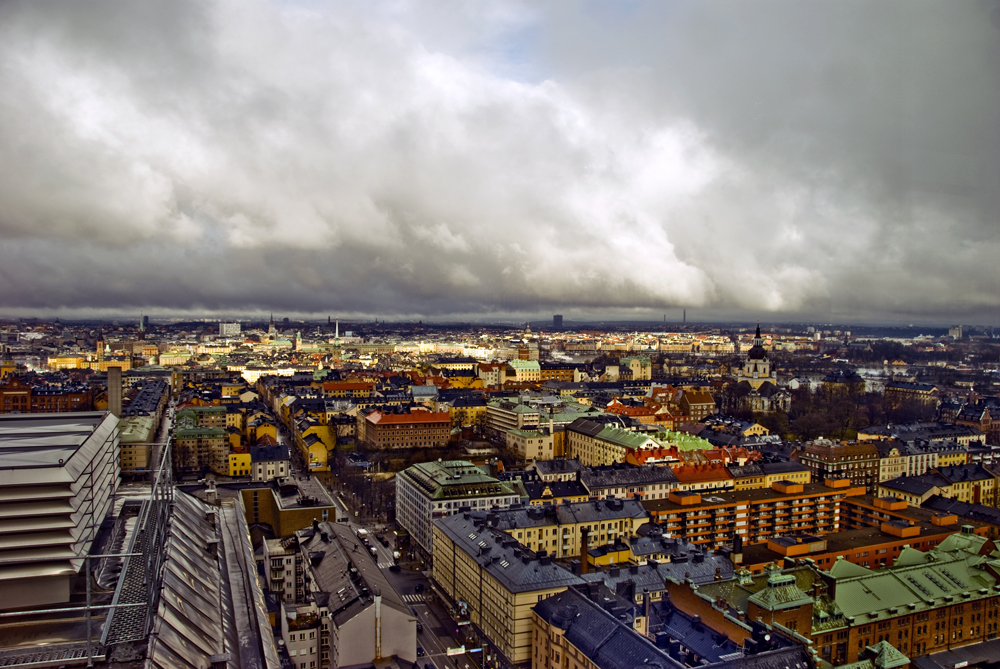
Vue du bar situé au 25e étage.
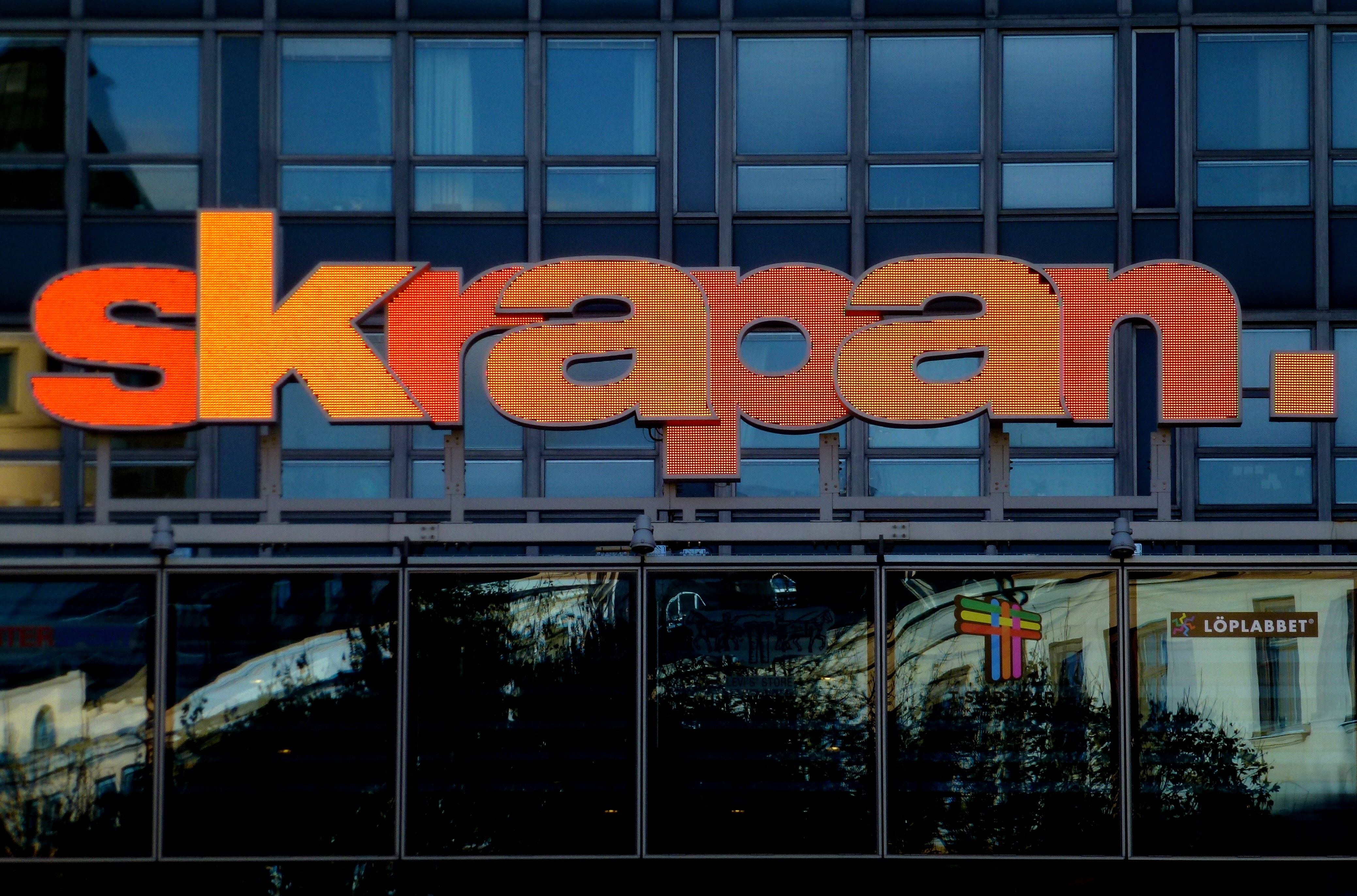
Enseigne.
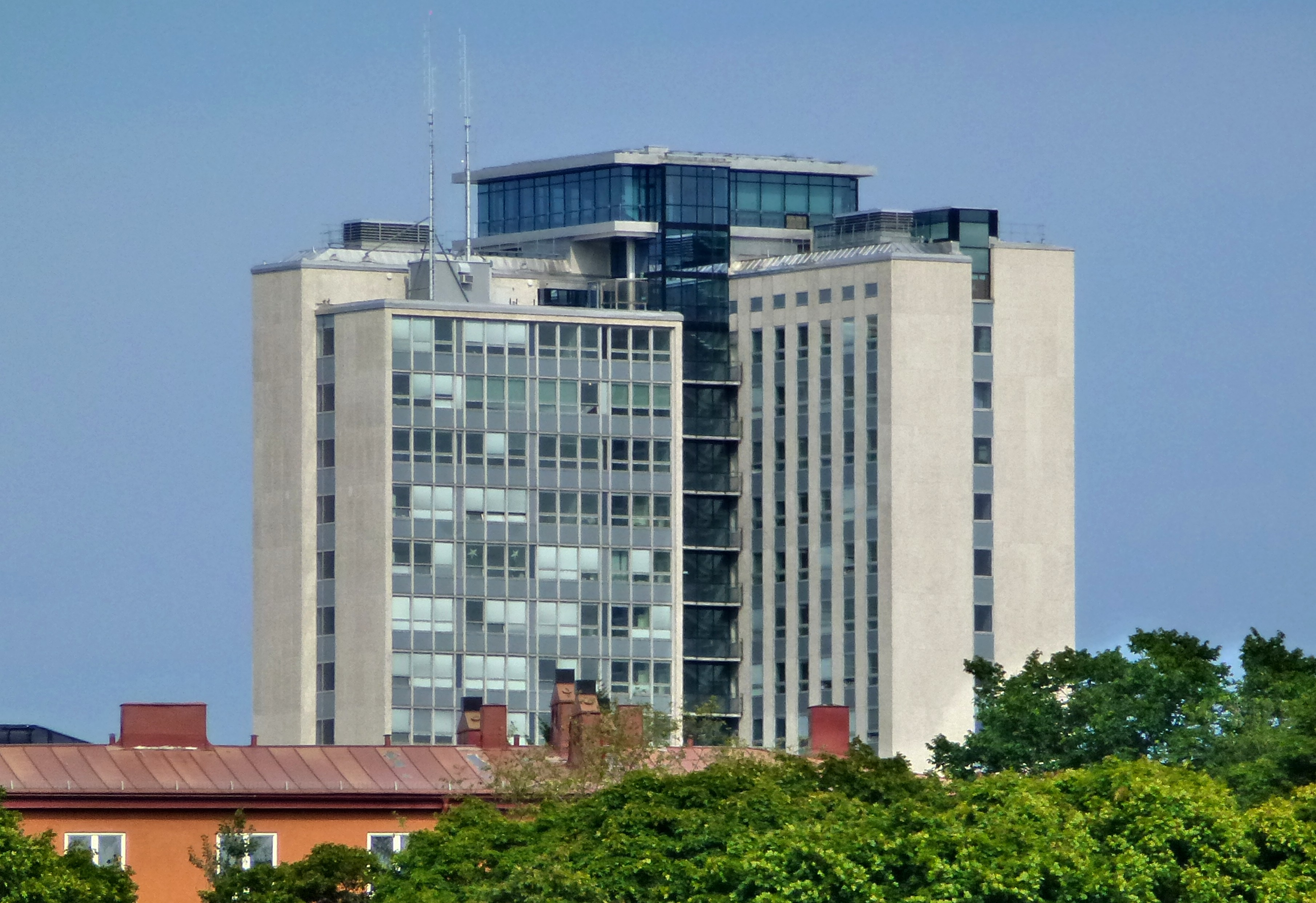
Le restaurant et le bar panoramiques.

### Sources
- (sv) Cet article est partiellement ou en totalité issu de l’article de Wikipédia en suédois intitulé « Skatteskrapan » (voir la liste des auteurs).